# Celestina Ledesma
Celestina Ledesma (1822-1890) fou una compositora i organista navarresa del segle xix. Va ser batejada el 8 d'abril de 1822 a la parròquia de Santa Maria de Tafalla, es va casar amb el també organista i compositor guipuscoà Luis Bidaola, que va treballar a la parròquia de San Saturnino de Pamplona, i més tard a la Basílica de Santiago de Bilbao.
El 1879 publicà a Bilbao els seus Divertimentos por todos los tonos mayores y menores, obra pedagògica que consta de 56 estudis, dos per cada tonalitat, destinats a estudiants avançats de piano.